# دیلن کرو
دیلن کرو (انگلیسی: Dylan Crowe؛ زادهٔ ۱۳ آوریل ۲۰۰۱) بازیکن فوتبال است.
وی همچنین در تیم‌های ملی فوتبال England national under-15 football team, England national under-16 football team، زیر ۱۷ سال انگلستان، و زیر ۱۸ سال انگلستان بازی کرده‌است.